# Nicola Bonifacio Logroscino

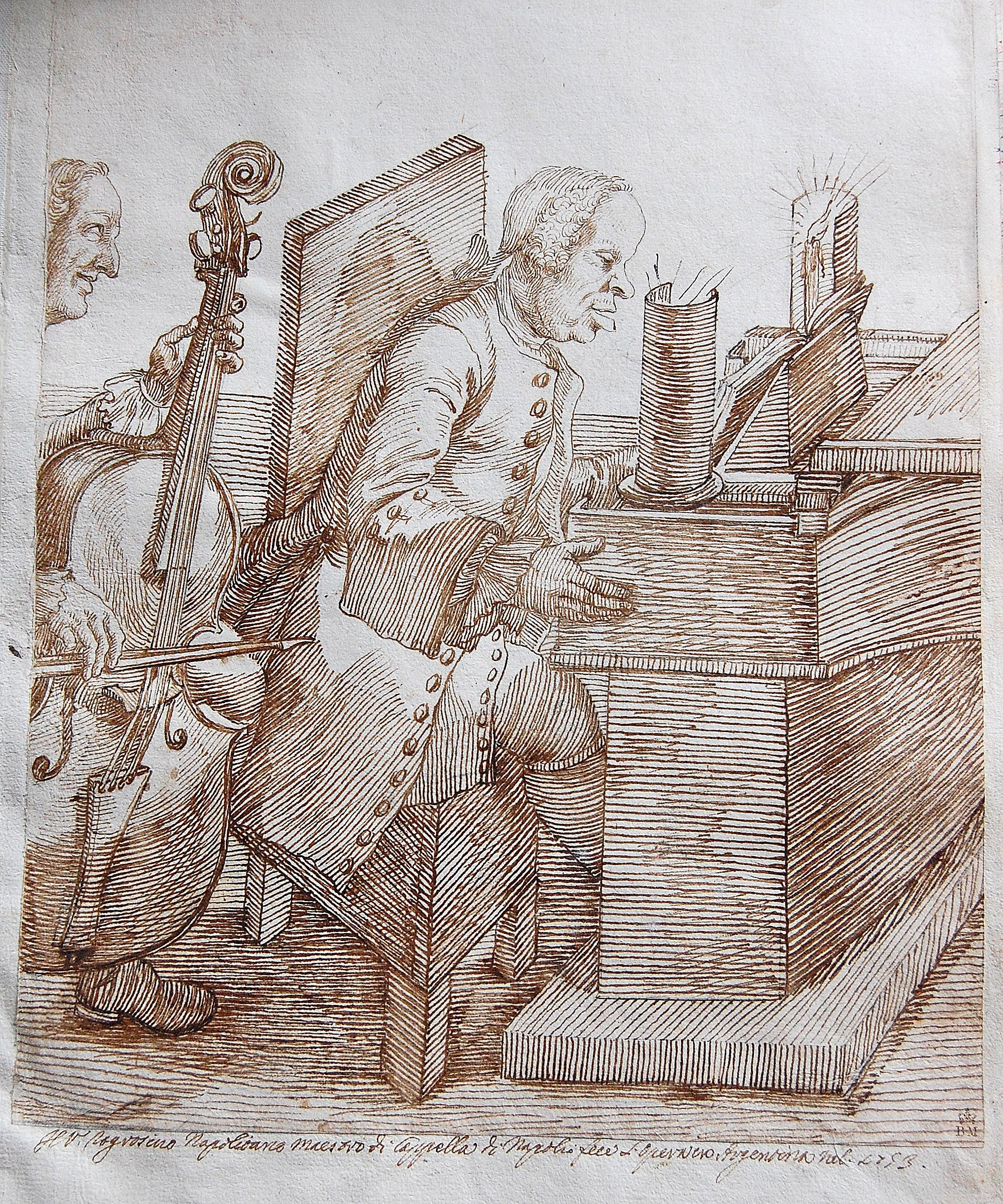
Nicola Logroscino, Zeichnung von Pier Leone Ghezzi

Nicola Bonifacio Logroscino (* 22. Oktober 1698 in Bitonto; † um 1765 in Palermo?) war ein italienischer Komponist und Kapellmeister.

## Leben und Wirken
Ersten Musikunterricht erhielt er von seinem Onkel Pietro Logroscino, der Kapellmeister am Dom von Bitonto war. 1714 kam er nach Neapel und – möglicherweise mit seinem Bruder – ins Conservatorio Santa Maria di Loreto, wo er unter anderem von Gaetano Veneziano (1656–1716) und von dessen Sohn Giovanni Veneziano (1683–1742) unterrichtet wurde. Letzterer zählte zu den ersten neapolitanischen Komponisten komischer Opern. 1728 wurde Nicola Logroscino Organist beim Erzbischof von Conza. Ab 1731 wirkte er in Neapel, wo seine ersten Opern entstanden. Bis etwa 1750 schrieb Logroscino meist Opern für die unbedeutenderen Theater Neapels, vielfach als Pasticcio zusammen mit anderen Komponisten. Großen Erfolg hatte er mit L’olimpiade, die 1753 am Teatro Argentina in Rom aufgeführt wurde. Hiervon gibt es eine anonyme Kritik, die Pier Leone Ghezzi mit einer Zeichnung versah, die Logroscino beim Dirigieren einer Oper vom Cembalo aus zeigt. Ab 1758 war er Kapellmeister am Conservatorio de’ figliuoli dispersi in Palermo. Im Herbst 1765, etwa ein Jahr nach seinem Tod, wurde seine Oper La gelosia am Teatro Grimani in Venedig aufgeführt.
Im Essai sur la musique ancienne et moderne von 1780 des französischen Komponisten Jean-Benjamin de La Borde wurde Logroscino als „Dieu du genre buffon et modèle à presque tous les compositeur du genre“ beschrieben. In neueren Studien hingegen wurde seine Rolle als deutlich weniger bedeutsam für die Entwicklung der Oper im 18. Jahrhundert eingeschätzt.

## Werke (Auswahl)

### Bühnenwerke

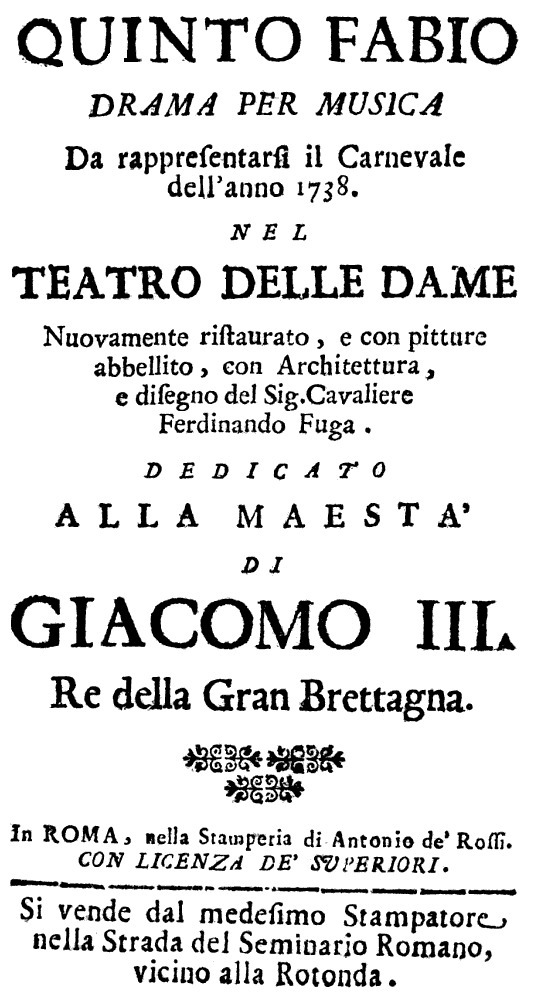
Quinto Fabio – Titelblatt des Librettos, Rom 1738

- Lo creduto infedele (Antonio Palomba), opera comica 3 Akte (1735 Neapel)
- Il Quinto Fabio (Antonio Salvi), dramma (1738 Rom)
- Inganno per inganno (Gennarantonio Federico), opera comica 3 Akte (1738 Neapel)
- L’inganno felice (Tommaso Mariani), opera comica 3 Akte (1739 Neapel)
- La Violante (Antonio Palomba), opera comica 3 Akte (1741 Neapel,  Bearbeitung von L’amor costante von Auletta)
- La Lionora (Gennarantonio Federico), opera comica 3 Akte (1742 Neapel)
- Amore ed amistade, opera comica 3 Akte (1742 Neapel)
- Il Riccardo, opera comica 3 Akte (1743 Neapel)
- Il Leandro, opera comica 3 Akte (Antonio Villani) (1744 Neapel)
- Ciommettella correvata (Pietro Trinchera), opera comica 3 Akte (1744 Neapel; wiederaufgenommen als Lo Cicisbeo, 1751 Neapel)
- Li zite (Pietro Trinchera), opera comica 3 Akte (1745 Neapel)
- Don Paduano (Pietro Trinchera), opera comica 3 Akte (1745 Neapel)
- Il governatore (Domenico Canicà), opera comica 3 Akte (1747 Neapel)
- La Costanza (Antonio Palomba), opera comica 3 Akte (1747 Neapel)
- Il Giunio Bruto (Mariangela Passeri), dramma (1748 Rom)
- La contessa di Belcolore (Niccolò Carulli), intermezzo 2 Teile (1748 Florenz)
- Li despiette d’ammore (Antonio Palomba), opera comica 3 Akte (1748 Neapel), nur Akte 1 und 2, Akt 3 von Calandro
- A finta frascatana (Gennarantonio Federico), opera comica 3 Akte (1751 Neapel; Bearbeitung von L’amor vuol sofferenza von Leonardo Leo mit Ergänzungen von Nicola Bonifacio Logroscino und Ferradini)
- Amore figlio del piacere (Antonio Palomba), opera comica 3 Akte (1751 Neapel; Mitarbeit G. Ventura)
- Lo finto Perziano (Pietro Trinchera), opera comica 3 Akte (1752 Neapel; 1 Arie wiederverwendet aus Giunio Bruto; 3 Arien wiederverwendet aus Li nnamorate correvate von Sciroli 1752)
- La Griselda (Antonio Palomba), opera comica 3 Akte (1752 Neapel)
- La pastorella scaltra, intermezzo 2 Teile (1753 Rom)
- L’Elmira generosa (Pietro Trinchera), opera comica 3 Akte (1753 Neapel; Mitarbeit Emanuele Barbella)
- L’olimpiade (Pietro Metastasio), dramma (1753 Rom)
- Le chiajese cantarine (Pietro Trinchera), opera comica 3 Akte (1754 Neapel; Mitarbeit Fischietti/Giacomo Maraucci; Bearb. von L’abata Collarone von Domenico Fischietti)
- La Rosmonda (Antonio Palomba), opera comica 3 Akte (1755 Neapel; Mitarbeit Cecere/Carlos Gomes/Traetta)
- Le finte magie, opera comica 3 Akte (1756 Neapel)
- I disturbi (1756 Neapel; Mitarbeit Traetta)
- La finta ’mbreana (G. Bisceglia), opera comica 3 Akte (1756 Neapel; Mitarbeit Errichelli)
- La fante di buon gusto (Antonio Palomba), opera comica 3 Akte (1758? Neapel; wiederaufgenommen als La furba burlata [Pietro Napoli-Signorelli]) (1760 Neapel; Ergänzungen von Piccinni/Insanguine)
- Le nozze (Carlo Goldoni), pasticcio (1760 Palermo; Akte 1 und 2 von Galuppi; Akt 3 von Logroscino mit dem Titel La conversazione)
- L’innamorato balordo (De Napoli [= Napoli-Signorelli?]), opera comica 3 Akte (1763 Neapel; Mitarbeit Insanguine/Geremia)
- Le viaggiatrici di bell’umore (De Napoli), opera comica 3 Akte (1763 Neapel; Mitarbeit Insanguine)
- La gelosia (Anonym aus Bologna), opera comica 3 Akte (1765 Venedig)

### Oratorien und andere Werke
- Festa teatrale per la nascita del Reale Infante (1743 Neapel; Teil 1)
- Il Natale di Achille (Giovanni Baldanza), azione drammatica 1 Akt (1760 Palermo)
- Perseo (Giovanni Baldanza), azione drammatica 1 Akt (1762 Palermo)
- Il tempo dell’onore (Giovanni Baldanza), componimento drammatico (1765 Neapel; Mitarbeit Antonino Speraindeo)
- Stabat Mater in Es-Dur für Sopran, Alt, 2 Violinen und B.c. (1760, Palermo)
- Parafrasi sullo Stabat Mater (posthum 1784 in Neapel aufgeführt)
- Salmi brevi für vier Singstimmen und 2 Violinen und B.c. (Palermo)

### Zweifelhaft
- Tanto ben che male (Neapel)
- Il vecchio marito (Neapel)
- Adriano (Metastasio, 1742)